# 金肇元
金肇元（17世紀—17世紀），字司勺，號岱輿，浙江金華府東陽縣人，明朝、南明政治人物。

## 生平
金肇元是嘉靖二十八年舉人、興安知縣金聯芳之孫，在萬曆四十年（1612年）中壬子科浙江鄉試八十一名舉人，天啟二年（1622年）成進士，獲授徽州推官，多次平反冤獄，並寫下《猶人編》若干卷，又曾代理府內知縣，建造漁梁壩；魏忠賢命毀紫陽書院，他說：「名義至重，鬼神難欺，死不為也。」四年应天同考，六年升任工部主事，管器皿厂，因為不附和魏忠賢幾乎遭禍，七年改兵部武选司主事，崇祯四年陞為本司員外郎。
之後金肇元經考核，在崇禎四年（1631年）外任江西湖東道參議，在廣信、建昌設置學田以贍養寒士，六年升按察副使，八年升参政，九年丁忧，十一年补四川佥事，升广东参议，十三年闲住。
弘光年間為江西嶺北道副使，建築南安水城為居民屏障，又勸立粥廠救濟飢民，又擢官福建參政，因父母去世回鄉不再出仕，所著有《陽春館集》。